# Waleri Iwanowitsch Mowtschan
Waleri Iwanowitsch Mowtschan (russisch Вале́рий Ива́нович Мовчан; * 14. Juni 1959 in Krasnoje Sordorovo oder Sor, Tadschikistan) ist ein ehemaliger sowjetischer Radrennfahrer und Olympiasieger im Radsport.

## Sportliche Laufbahn
1980 wurde Mowtschan Olympiasieger in der Mannschaftsverfolgung bei den Olympischen Sommerspielen in Moskau. Mit ihm erhielten Wiktor Manakow, Wladimir Ossokin, Witali Petrakow und Alexander Krasnow die Goldmedaille.
1982 gewann er die Goldmedaille in der Mannschaftsverfolgung bei den UCI-Bahn-Weltmeisterschaften gemeinsam mit Alexsander Krasnow, Sergei Nikitenko und Konstantin Chrabzow. In jener Saison wurde er in dieser Disziplin auch nationaler Meister mit Aleksander Krasnow, Sergei Nikitenko und Lesnikow. Zweimal wurde er Vize-Meister in der Mannschaftsverfolgung.